# IC 4200
IC 4200 је лентикуларна галаксија у сазвјежђу Кентаур која се налази на листи објеката дубоког неба у Индекс каталогу.
Деклинација објекта је - 51° 58' 7" а ректасцензија 13h 9m 34,8s. Привидна величина (магнитуда) објекта IC 4200 износи 12,9 а фотографска магнитуда 13,9. IC 4200 је још познат и под ознакама ESO 219-33, PGC 45634.